# Juazeiro
Juazeiro là một đô thị thuộc bang Bahia, Brasil. Đô thị này có diện tích 6389,623 km², dân số năm 2007 là 230538 người, mật độ 32,5 người/km².